# Kanton Bièvre
Bièvre is een kanton van het Franse departement Isère. Het kanton maakt deel uit van het arrondissement Vienne. Het heeft een oppervlakte van 627,82 km² en telt 44.786 inwoners in 2018, dat is een dichtheid van 71 inwoners/km².
Het kanton Bièvre werd opgericht bij decreet van 18 februari 2014, met uitwerking op 22 maart 2015 en omvatte toen 48 gemeenten.
Door de samenvoeging op 1 januari 2019 van de gemeenten Ornacieux en Balbins tot de fusiegemeente (commune nouvelle) Ornacieux-Balbins en van de gemeenten Arzay, Commelle, Nantoin en Semons tot de fusiegemeente (commune nouvelle) Porte-des-Bonnevaux omvat het kanton sindsdien volgende 44 gemeenten:
- Beaufort
- Bossieu
- Beauvoir-de-Marc
- Bressieux
- Brézins
- Brion
- Champier
- Châtenay
- Châtonnay
- La Côte-Saint-André
- Faramans
- La Forteresse
- La Frette
- Gillonnay
- Lentiol
- Lieudieu
- Marcilloles
- Marcollin
- Marnans
- Meyssiez
- Montfalcon
- Mottier
- Ornacieux-Balbins
- Pajay
- Penol
- Plan
- Porte-des-Bonnevaux
- Royas
- Roybon
- Saint-Clair-sur-Galaure
- Saint-Étienne-de-Saint-Geoirs
- Saint-Geoirs
- Saint-Hilaire-de-la-Côte
- Saint-Michel-de-Saint-Geoirs
- Saint-Paul-d'Izeaux
- Saint-Pierre-de-Bressieux
- Saint-Siméon-de-Bressieux
- Sainte-Anne-sur-Gervonde
- Sardieu
- Savas-Mépin
- Sillans
- Thodure
- Villeneuve-de-Marc
- Viriville